# Lulu Ziegler
Lulu Ziegler, egentligen Karen Margrete Maria Ziegler-Andersen, född 18 april 1903 i Sorø, död 14 november 1973 i Köpenhamn, var en dansk skådespelare, regissör och sångare.

## Biografi
Ziegler var dotter till tandläkarparet Axel Johan Ziegler-Andersen (1875–1960) och Johanne Margrethe Veistrup (1873–1960). Hon  
var gift tre gånger, med Hugo Lorenz Jensen, teatermannen Per Knutzon och direktören Kristian Lindqvist. Hon är syster till skådespelaren Aase Ziegler och mor till skådespelarna Lars Knutzon och Anne Jensen samt därmed farmor till Line Knutzon.
Ziegler, som studerade sång, gestaltning och engelska på Köpenhamns universitet, scendebuterade som skådespelare 1926 och gjorde kabaré- och skivdebut 1933. 1940 öppnade hon en egen kabaré vid Grand Café vid Kongens Nytorv i Köpenhamn, men flydde 1942 till Sverige efter att ha suttit arresterad hos tyskarna. Hon startade en restaurangkabaré på Hamburger Börs i Stockholm 1955, för vilken bland annat Lars Forssell skrev texter.
Vissång blev grundstommen i hennes karriär och resulterade i ett flertal grammofoninspelningar, till exempel Vid kajen, Den sista turisten i Europa och Mandalay.

## Filmografi (urval)
- 1933 – Inled mig i frestelse
- 1937 – Det var en gång en vicevärd
- 1938 – På kryss med Albertina
- 1946 – Jag var fånge på Grini
- 1951 – 24 timmar
- 1973 – Jag och maffian